# Сан Филипо Инфериоре (Месина)
Сан Филипо Инфериоре је насеље у Италији у округу Месина, региону Сицилија.
Према процени из 2011. у насељу је живело 497 становника. Насеље се налази на надморској висини од 162 м.